# ウィリアム・スミス (地質学者)

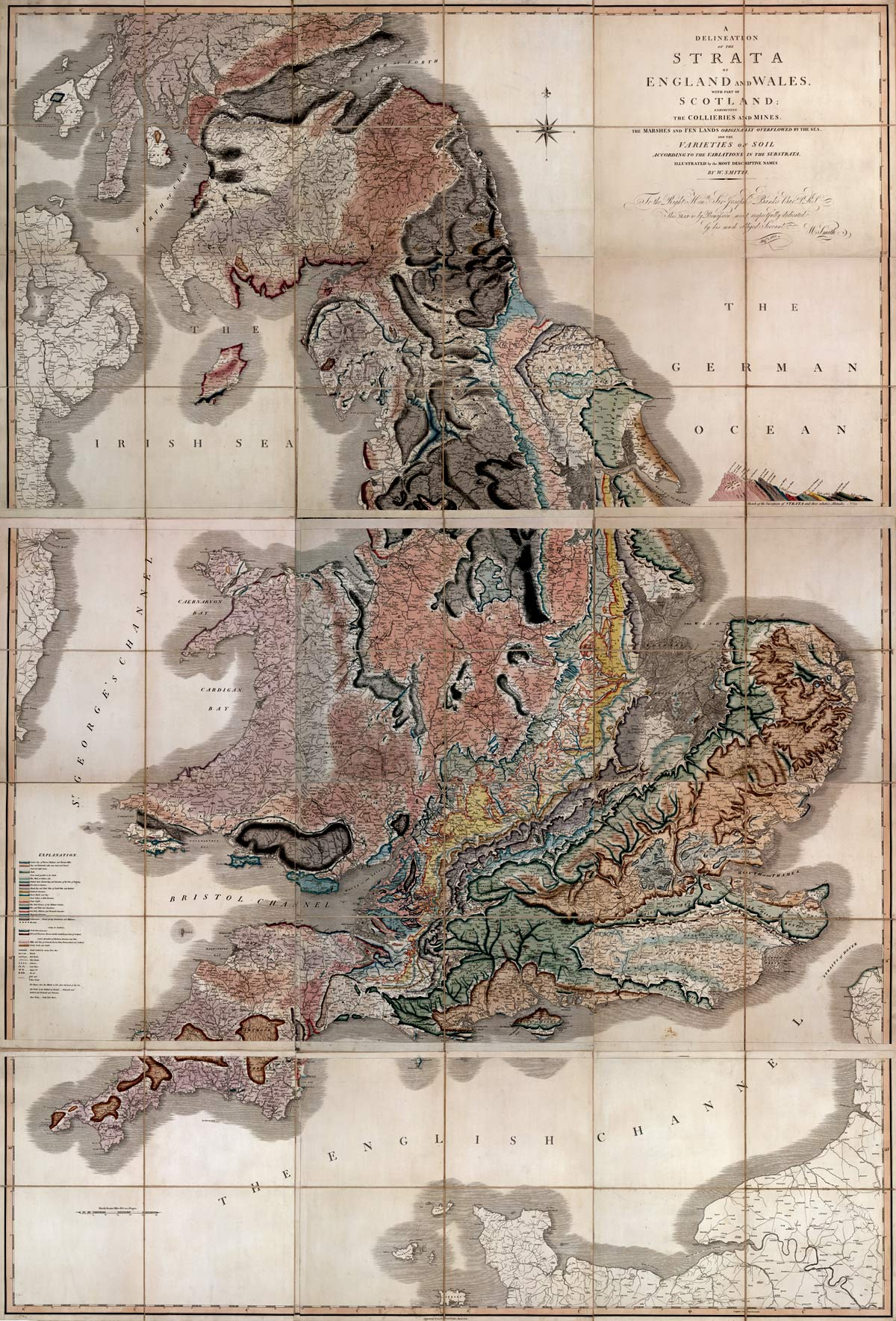
スミスの作ったイギリスの地質図

ウィリアム・スミス（William Smith, 1769年3月23日 - 1839年8月28日）は、イギリスの土木技師・地質学者である。イギリス本土の地質図を初めて作ったことなどで知られているが、その業績が認められたのは晩年に入ってからだった。

## 人物・生涯
スミスはオックスフォードシャーのチャーチルという農村の鍛冶屋で、長男として生まれた。8歳で父親を失い、母親のアン・ウィリアムが再婚するまでの二年間、弟二人と妹の4人が伯父の家で育てられた。学校の成績はかなり良かったが、家が貧しいため、大学へ進学できなかった。しかし、学校を出るころには、農村の若者にしては珍しくあちこちを旅してまわっていた。イングランドでは、道路が建設され、運河が彫られたり、また、領地の測量したりする測量の技術が職業として成り立った。1787年に測量士エドワード・ウェッブの助手として働き始め、短期間で仕事を覚えて独立した。この時は18歳だった。この後、チャーチルの伯父の家を出て、ウェッブと仕事し、一緒に旅行もした。19歳の時、チャーチル出身の元インド総督ウォーレン・ヘースティングズの領地（耕作洋貸付地）の測量をウェッブから任され、正確な測量で成功を収めた。しかし、着実な儲けを求めて1807年にクーム・ダウンの古い石切場を買い上質なバース・ストーンを切り出す計画をたて、1814年に稼働したが、ワーテルローの戦い後のイギリスは戦後不況に陥り、スミスの事業も打ち切らざるをえない羽目になった。
炭鉱の鉱脈調査、石炭を運ぶための運河の建設や農地の改良といった仕事を手がけながら、様々な地層やそこに埋まっている化石を観察した結果、スミスは地層累重の法則と示準化石による年代決定法（地層同定の法則）を編み出した。また、1799年にパース周辺の地層分布を記した世界最初の地質図を作成、更に1815年（46歳）には、彼がこれまでの仕事を通じて観察してきた事象の集大成でもあるイギリス本土全域（イングランド、ウェールズ及びスコットランドの一部）の本格的な地質図を完成させた。そこでは、様々な地層区分の分布が、手作業で色分け（これは当時画期的なことだった）されて示されていた。
しかし、当時発足したばかりのロンドン地質学協会は下層階級の出身であるスミスの入会を認めなかったばかりか、彼の集めたデータを盗用して別の地質図を作る者までいた。スミスは次第に困窮し、1816年には長年かけて集めた化石のコレクションを大英博物館に売り渡した。1819年には不動産のローンが返済できなくなってロンドンのキングズベンチ債務者監獄に3か月近く収監され、同年8月の最後の日の早朝釈放された。50歳だった。ロンドンをさろうと決心した。そして、ヨークシャーの小さな町ノーサラトンに引きこもった。
1820年代後半になるとようやくスミスは正当に評価されるようになった。彼自身は既に地質学の急速な発展から取り残されかけていたが、その発展の基礎を築いた業績によって1831年にウォラストン・メダルの第1回受賞者はアダム・セジウィック、ロデリック・マーチソン、ウィリアム・バックランドの三人がウィリアム・スミスがふさわしいと判断し選んだ。「英国地質学の父」と称えられた。
1839年、スミスはバーミンガムで学会に出席した帰りに肺炎を患い、ノーサンプトンの友人の家で亡くなった。1808年頃に（正確な日時は不明）結婚したが子供はいなかった。甥のジョン・フィリップスを親代わりになって育て、彼も後に地質学者となった。
スミスが設計に関与した、大きな円筒形の展示棟を持つ旧スカーブラ市立博物館は、2007年9月にウィリアム・スミス地質学博物館としてリニューアルされた。

## ウィリアム・スミス・メダル
ウィリアム・スミス・メダル (William Smith Medal) は、ロンドン地質学会が授与している賞である。

### 受賞者
- 1977年: Robert Ferguson Legget
- 1978年: Marion King Hubbert
- 1979年: William Harry Mayne
- 1980年: George Armstrong
- 1981年: John Stewart Webb
- 1982年: Albert Walter Bally
- 1983年: Roy Woodall
- 1984年: Bernard Pierre Tissot
- 1985年: Peter George Fookes
- 1986年: Peter Robbins Vail
- 1987年: Robert Stanton
- 1988年: Peter Ziegler
- 1989年: Richard Allen Downing
- 1990年: Desmond A Pretorius
- 1991年: William Robert Dearman
- 1992年: Daniel Francis Merriam
- 1993年: Evert Hoek
- 1994年: Ziad Rafiq Beydoun
- 1995年: John Knill
- 1996年: Richard Henry Sillitoe
- 1997年: John Anthony Cherry
- 1998年: Stephen Larter
- 1999年: John William Lloyd
- 2000年: Denys Brunsden
- 2001年: Kenneth William Glennie
- 2002年: Nicholas Ambraseys
- 2003年: Richard Hardman
- 2004年: Jeffrey Hedenquist
- 2005年: Robert Knipe
- 2006年: Stephen Foster
- 2007年: Michael Worthington
- 2008年: Martin Sinha